# Jutta Niemann
Jutta Niemann (* 23. August 1970 in Bochum) ist eine deutsche Politikerin (Bündnis 90/Die Grünen). Sie ist seit 2016 Mitglied des Landtags von Baden-Württemberg.

## Leben
Niemann besuchte die Volksschule in Bamberg und Münster. Das Abitur legte sie in Münster-Hiltrup ab. Von 1989 bis 1997 studierte sie Physik in Münster und Freiburg im Breisgau. 1997 war sie wissenschaftliche Hilfskraft am Leibniz-Institut für Sonnenphysik in Freiburg. Von 1997 bis 2000 absolvierte sie ein Fernstudium der medizinischen Physik. Von 2006 bis 2009 war sie Dozentin an der Volkshochschule Schwäbisch Hall. Von 2008 bis 2009 arbeitete sie als Lehrerin in Michelbach an der Bilz.
Niemann ist verheiratet, hat drei Kinder und lebt in Schwäbisch Hall. Sie ist katholischer Konfession.

## Politik
Seit 2004 ist Niemann Stadträtin in Schwäbisch Hall. Außerdem ist sie seit 2014 Kreisrätin im Kreistag des Landkreises Schwäbisch Hall. Seit 2007 ist sie Mitglied des Vorstands des Kreisverbands Schwäbisch Hall von Bündnis 90/Die Grünen.
Bei der Landtagswahl in Baden-Württemberg 2016 wurde sie über ein Erstmandat im Landtagswahlkreis Schwäbisch Hall erstmals in den Landtag von Baden-Württemberg gewählt. In der 16. Wahlperiode von 2016 bis 2021 war sie energiepolitische Sprecherin ihrer Fraktion sowie Mitglied im Verkehrsausschuss, Mitglied des Ausschusses für Umwelt, Klima und Energiewirtschaft und Mitglied des Ausschusses für Soziales und Integration.
Bei der Landtagswahl 2021 konnte sie erneut über das Erstmandat im Wahlkreis Schwäbisch Hall in den Landtag einziehen.
Bei der Landtagswahl 2026 kandidiert sie nicht erneut.